# Fédération d'Allemagne de l'Est de football
La Fédération d'Allemagne de l'Est de football (Deutscher Fußball-Verband der DDR ou DFV) est une ancienne association regroupant les clubs de football de la RDA et organisant les compétitions nationales et les matchs internationaux de la sélection de RDA.
La fédération nationale de football de RDA ne fut fondée qu'en 1958 lorsqu'elle succéda à la "Section football" du Deutscher Sportausschuss ("Comité allemand des Sports").
La DFV fut dissoute en novembre 1990, quelques semaines après l'officialisation de la réunification allemande. Elle céda la place à la Nordostdeutscher Fußballverband (NOFV) qui devint membre de droit de la DFB.

## Histoire

### Contrôle soviétique
Peu après la fin de la Seconde Guerre mondiale, les tensions entre les nations alliées victorieuses des Nazis entraînèrent la formation de deux "blocs" idéologiquement opposés : le "bloc de l'Ouest" et le "bloc de l'Est". Ce dernier, dirigé par l'URSS stalinienne, plaça sous son influence une grande partie de la moitié orientale de l'Europe.
Toute l'activité sportive et principalement celle liée au football, était gérée et contrôlée par les autorités militaires soviétiques.
Le 7 octobre 1949, l'ancienne zone d'occupation soviétique devint la République démocratique allemande (RDA). Au sein de ce nouvel État, les affaires sportives furent d'abord placées sous la direction et le contrôle d'un organisme appelé Deutscher Sportausschuss.

### Deutscher Sportausschuß
Le 1er octobre 1948, la Freier Deutscher Gewerkschaftsbund (FDGB) (la Fédération libre des Syndicats allemands) et la Freie Deutsche Jugend (FDJ) (Jeunesse libre allemande, mouvement de jeunesse fondé le 7 mars 1946) se réunirent au siège berlinois du Comité central de la FDJ pour fonder le Deutscher Sportausschuss (Comité allemand des Sports).
Cet organisme avait pour but de structurer et d'organiser (donc de contrôler, État totalitaire communiste oblige) toutes les activités sportives sur le territoire de la future RDA.
Le 3 avril 1950, le Deutscher Sportausschuss prononça son décret alignant la structure sportive est-allemande sur celle de la FDGB. Ce fut la mise en place des Sportvereinigungen au nom des différentes activités ("Motor", "Empor", "Stahl", ...). Les clubs furent alors restructurés en Betriebssportgemeinschaft (BSG) (Communauté sportive d'entreprise/ou corporative).
Le Deutscher Sportausschuss obtint l'affiliation pour la RDA auprès de la FIFA le 24 juillet 1952, lors du Congrès annuel de la Fédération internationale tenu à Helsinki (la RDA était déjà "membre provisoire" depuis le 6 octobre 1951). La FIFA, qui normalement interdit toute ingérence politique au sein des fédérations nationales, sut faire preuve de diplomatie en acceptant l'affiliation d'une association fortement politisée.
De même, le 15 juin 1954, la « Section football » du Deutscher Sportausschuss fut un des 29 membres fondateurs de l'UEFA.
Le Deutscher Sportausschuss cessa ses activités et fut dissous après les décisions du « Politburo » du Comité central du SED (parti unique gérant l'État est-allemand) des 27 et 28 avril 1958 et la fondation de la Deutscher Turn- und Sportbundes (DTSB) (Fédération allemande de Gymnastique et des Sports).

### Deutscher Fussball-Verband der DDR
À la suite de la création de la DTSB, évoquée ci-dessus, l'organisation de l'activité sportive en RDA fut remaniée. Elle resta éminemment contrôlée par l'État, mais elle permit la création de fédérations sportives distinctes par sport.
Ainsi, les 17 et 18 mai 1958, fut créée la Deutscher Fußball-Verband der DDR (DFV) - littéralement association allemande de football de la RDA. Son premier Président fut Kurt Stoph.
La DFV remplaça alors la Deutscher Sportausschuß dans le siège de membre est-allemand à l'UEFA et à la FIFA.
La DFV avait en charge le contrôle et la gestion des clubs, l'organisation des compétitions, et la responsabilité de toutes les sélections nationales.

### Titre olympique

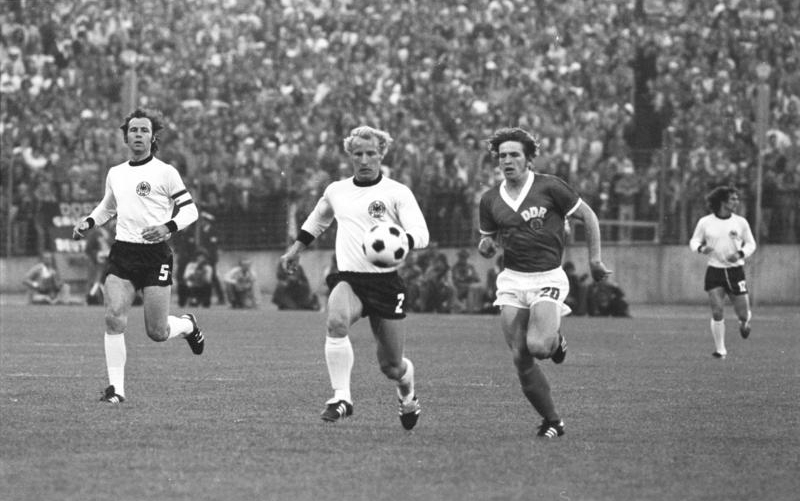
Sous le regard de Franz Beckenbauer (tout à gauche), Martin Hoffmann (RDA) (à droite) est à la lutte avec Berti Vogts (RFA), lors de la rencontre historique du 22/06/1974 à Hambourg

La période faste de la DFV et du football est-allemand eut lieu dans les années 1970. Le 8 mai 1974, au "Kuip" de Rotterdam, le 1. FC Magdeburg triompha de l'AC Milan 2 à 0 pour remporter la Coupe d'Europe des Vainqueurs de Coupe.
Toujours en 1974, l'équipe de RDA se distingua lors de sa seule participation à une phase finale de Coupe du monde, réalisant un coup d'éclat le 22 juin 1974, au Volksparkstadion de Hambourg, en battant l'autre Allemagne, la RFA future championne du monde. L'Allemagne de l'Est s'imposa 1-0 grâce à un but de Jürgen Sparwasser. La RDA se classa dans le top 8 du mondial.
Deux ans plus tard, la RDA remporta l'or olympique aux JO de Montréal en 1976. Ce titre vint après la médaille de bronze obtenue à Munich en 1972 et fut suivi, en 1980 à Moscou, par une médaille d'argent. C'est l'époque où les pays communistes présentaient aux Jeux olympiques leur sélection « A », les joueurs ayant officiellement un statut « amateur ».

### Championnat et Coupe nationale
La DFV organisait le championnat est-allemand, dont la plus haute division était la DDR-Oberliga. 
La FDGB-Pokal était la Coupe nationale est-allemande. Cette épreuve portait donc le nom de la Fédération syndicale évoquée dans la première partie de cet article. Dans d'autres disciplines sportives, la Coupe nationale portait aussi ce nom.

### Dissolution
Quatre mois après la "Chute du Mur de Berlin", le 3 mars 1990, l'Assemblée de la DFV se déroula pour la première fois dans des conditions démocratiques. Le Dr Hans-Georg Moldenhauer fut élu Président. Il proposa de rapprocher la DFV de sa voisine la DFB. Le 19 juillet 1990, les dirigeants de la DFB et ceux de la DFV se rencontrèrent à Francfort/Main et s'accordèrent sur les modalités de la réunion des deux organismes. H-G. Moldenhauer déclara: "C'est un jour historique."
Le 20 novembre 1990, l'Assemblée Générale extraordinaire, réunie à Leipzig, prononça la dissolution de la Deutscher Fussball Verband der DDR. Les 4412 clubs qui la composaient alors rejoignirent la DFB. Le lendemain fut fondée la Nordostdeutscher Fußballverband (NOFV), la fédération régionale du Nord-Est qui aura la responsabilité de la gestion du football sur le territoire de l'ancienne RDA précédemment couvert par la DFV.
Le 2 juin 1991, la dernière finale de la FDGB-Pokal se déroula au Friedrich-Ludwig Jahnstadion de Berlin, voyant le FC Hansa Rostock s'imposer face au FC Stahl Eisenhüttenstadt (1-0) grâce à un but de Jens Wahl. Cette compétition, qui alla jusqu'à son terme alors que la RDA et la DFV avaient déjà disparu, fut le dernier évènement de l'Histoire du football de l'Allemagne de l'Est.